# Rosengarten (Limburg)
Rosengarten is een buurtschap van het Nederlands-Limburgse dorp Einighausen in de gemeente Sittard-Geleen.
Deze buurtschap is gesitueerd ten zuiden van de dorpskern, rond de kruising van de Bergerweg en de Heistraat/Mauritsweg. De oudste bebouwing is gelegen langs deze drie wegen. Het wordt gescheiden van de rest van het dorp door de sportvelden en een aantal landbouwpercelen. Rond het begin van de jaren 1950 is de buurtschap flink uitgebreid door de aanleg van de Theresiastraat en heeft hierdoor meer het karakter gekregen van een woonwijk. Tot 1982 behoorde het grootste gedeelte van de buurtschap, evenals de rest van Einighausen, tot de gemeente Limbricht en een kleiner gedeelte ten zuiden van de Urmonderbaan (N294) tot de gemeente Sittard. Daardoor valt het laatstgenoemde gedeelte nog steeds onder de adressering van Sittard.
De buurtschap is genoemd naar de hoeve Rosengarten, die vlak ten zuiden gelegen was aan de Urmonderbaan, hoewel in de vroegere gemeente Sittard. (Parochie Lindenheuvel-Geleen) Deze historische boerderij is in 2011 gesloopt, het gebouw was dusdanig vervallen dat renovatie niet meer mogelijk was. Er bestaan plannen de boerderij volledig te herbouwen in de oorspronkelijk vorm.
In deze buurtschap bevinden zich de sportvelden van Einighausen, waar onder meer de voetbalvereniging SVE Einighausen is gevestigd.

## Bezienswaardigheid
- Sint-Theresiakapel

Steden: Geleen · Sittard

Dorpen: Born · Buchten · Einighausen · Grevenbicht · Guttecoven · Holtum · Limbricht · Munstergeleen · Obbicht · Papenhoven

Buurtschappen en gehuchten: Abshoven · Daniken · Graetheide · Harrecoven · Rosengarten · Schipperskerk · Windraak

Woonwijken: Baandert · Broeksittard · Geleen-Centrum · Geleen-Noord · Geleen-Zuid · Hondsbroek · Kemperkoul · Kluis · Kollenberg-Park Leyenbroek · Limbrichterveld · Lindenheuvel · Oud-Geleen · Overhoven · Sanderbout · Sittard-Centrum · Stadbroek · Vrangendael

Limburg: Steden en dorpen      Nederland: Provincies · Gemeenten